# Friday the 13th Part III
Friday the 13th Part III, (conocida en España e Hispanoamérica como Viernes 13 Parte 3) es una película estadounidense de terror slasher y la tercera entrega de la saga de Viernes 13. Fue estrenada en el año 1982. Su producción y estreno original se realizó en 3D mediante el sistema anaglifo, aunque la versión generalmente distribuida al mercado internacional fue en 2D.
Originalmente la película iba a enfocarse en Ginny Field, sobreviviente de la segunda película de la saga, quien había sido internada en un hospital mental luego de su enfrentamiento con el asesino Jason Voorhees. La trama tendría algunas similitudes con la película Halloween 2, en la que el asesino Michael Myers persigue a Laurie Strode en un hospital, pero el concepto fue desechado tras el rechazo de la actriz Amy Steel de aparecer en la cinta. A pesar de las malas críticas cosechadas por la película, terminó convirtiéndose en un éxito de taquilla.
Tras su estreno inicial, la película estaba destinada a ser la última de una trilogía, pero la popularidad de Jason Voorhes y los excelentes resultados de taquilla motivaron a los productores a continuar con la saga. Por este motivo, a diferencia de su secuela Friday the 13th: The Final Chapter (1984) y la película posterior, Jason Goes to Hell: The Final Friday (1993), Friday the 13th Part III no incluyó ninguna explicación en su título para indicarlo como tal.

## Argumento
El film se inicia un día después de los hechos ocurridos en Viernes 13 Parte 2, con Jason Voorhees desapareciendo sin dejar rastro. Los paramédicos retiran múltiples cadáveres mientras que la única sobreviviente, Ginny Field, es llevada al hospital para recuperarse de sus heridas. Llegada la noche, observamos a Jason Voorhees merodeando  los alrededores. Sus primeras víctimas son Harold y Edna, dueños de un pequeño mercado de las cercanías. Horas más tarde, un grupo de amigos: Chris, Andy, Debbie, el bromista Shelly, Vera, Chuck y Chili llegan a “Higgins Haven”, una granja propiedad de la familia de Chris.
Chris regresa al lugar luego de dos años de ausencia. Había decidido no volver por un tiempo debido a un evento traumático que sufrió siendo más joven. En el lugar se encuentra Rick, novio de Chris, quien desea retomar la relación, resentida por el tiempo que estuvieron separados. Ya instalados en la casa, Shelly decide ir a comprar provisiones y Vera lo acompaña, utilizando para ello el auto de Rick. Mientras estaban en la tienda, hacen enojar accidentalmente a una pandilla de motociclistas: Ali, Loco y Fox, los cuales juran vengarse de los jóvenes. Poco después, Ali y Loco roban la gasolina de la minivan de Chris y se disponen a incendiar el granero. Fox, mientras tanto, investiga el lugar. Para su desgracia, encuentran a Jason, que los va asesinando uno a uno. 
Al llegar la noche, Shelly, usando una máscara de hockey sobre hielo, le juega una pesada broma a Vera. Ella, enfurecida, le recrimina su falta de madurez y el hecho de que sus continuas bromas son la causa de que la gente no lo tome en serio, particularmente las mujeres. Shelly, avergonzado, se dirige al granero, sin advertir el peligro que le espera. Poco después, Jason aparece usando por primera vez la famosa máscara de hockey y le dispara a Vera con un arpón, atravesando su ojo y matándola de inmediato. Mientras tanto, Debbie y Andy se encuentran acostados en una hamaca de su habitación. Andy decide ir por una cerveza mientras Debbie toma una ducha, pero ambos son asesinados por Jason, quien ha logrado ingresar a la cabaña.
Jason corta la energía eléctrica y Chuck se dirige a revisar los fusibles. Jason lo arroja sobre el tablero eléctrico y muere instantáneamente. Chili queda sola en la cocina y al escuchar ruidos que vienen desde el exterior, abre la puerta. Shelly aparece con un profundo corte en el cuello pidiendo ayuda, moribundo. Chili no lo toma en serio, ya que está acostumbrada a sus frecuentes bromas. Al notar que Shelly está muerto, va en busca del resto de sus amigos, pero descubre horrorizada que todos han sido asesinados. Jason aparece súbitamente y la traspasa con un hierro al rojo vivo en el abdomen. Mientras tanto, Chris y Rick detienen el vehículo y conversan en el bosque. Chris le cuenta su espeluznante experiencia de años atrás. Le dice que luego de tener una discusión con sus padres, huyó de su hogar y se internó en el bosque con la intención de preocuparlos, quedándose dormida bajo un árbol. Se despertó al oír a alguien aproximándose y vio a un hombre de rostro deforme acechándola. Chris quedó inconsciente al luchar violentamente con el sujeto. Al despertar se encontró en su habitación sin saber cómo había llegado allí. Sus padres no volvieron a mencionar lo ocurrido esa noche.  
Rick la tranquiliza, diciéndole que todo es parte del pasado y deciden emprender el regreso a la granja. Al llegar, no encuentran a nadie, pero notan que el agua del baño está inundando todo el lugar y deciden investigar. Chris encuentra ropas ensangrentadas tapando la bañera y supone que es alguna broma de sus amigos. Entretanto Jason embosca a Rick y lo mata aplastándole el cráneo con tanta fuerza que uno de sus ojos salta hacia la cámara. Chris encuentra el cadáver de Loco, el pandillero, y huye rápidamente hacia la casa. Jason tira el cuerpo de Rick por la ventana y luego persigue a Chris, quien sube al primer piso y arroja sobre él unos estantes llenos de libros. Al verse acorralada, decide saltar por la ventana. Sube desesperada a su minivan para emprender la huida, pero se le acaba la gasolina y una de las llantas se atasca en los tablones de un puente de madera. 
Jason no tarda en perseguirla y ambos se dirigen hacia el granero, donde Chris logra finalmente pasar una soga por el cuello de Jason y lo arroja pesadamente por la ventana, ahorcándolo. Creyéndolo muerto, se dispone a salir del granero, pero Jason aún sigue vivo y se quita la máscara por breves instantes. Chris se da cuenta de que él es el hombre que la atacó años atrás, lo cual aumenta su desesperación. Cuando el fin de Chris parece inminente, Ali, uno de los pandilleros presuntamente muertos, aparece y enfrenta a Jason pero este le corta la mano y lo mata con su machete. Chris aprovecha la distracción y tomando un hacha, la entierra en la frente de Jason. Agotada por lo ocurrido, toma uno de los botes y se queda dormida en el medio del lago. A la mañana siguiente, despierta y ve a Jason sin la máscara, observándola desde la orilla. Pero esto resulta ser solo una alucinación. Cuando cree estar a salvo, el cadáver descompuesto de Pamela Voorhees emerge de las aguas de Crystal Lake y hunde a Chris. Esto también es otra alucinación y poco después Chris, en un estado de completa histeria, es subida a una patrulla policial, para ser llevada probablemente a un hospital psiquiátrico. En la última escena, vemos el interior del granero y el cuerpo inmóvil de Jason con el hacha todavía clavada en su frente.

## Reparto
| - Dana Kimmell es Chris Higgins. - Paul Kratka es Rick. - Tracie Savage es Deborah "Debbie" Klein. - Jeffrey Rogers es Andy Beltrami. - Catherine Parks es Vera Sánchez. - Larry Zerner es Shelly Finkelstein. - David Katims es Charles "Chuck" Garth. - Rachel Howard es Chili. - Richard Brooker es Jason Voorhees. - Betsy Palmer es Pamela Voorhees (Flashback de la Parte 2). | - Marilyn Poucher es Pamela Voorhees. - Amy Steel es Ginny Field (Flashback de la Parte 2). - John Furey es Paul Holt (Flashback de la Parte 2). - Nick Savage es Ali. - Gloria Charles es Fox. - Kevin O'Brien es Loco. - Cheri Maugans es Edna. - Steve Susskind es Harold. - Perla Walter es la señora Sánchez - David Wiley es Abel. |

## Producción

### Guion
Inicialmente, uno de los primeros borradores de la historia de esta película incluía al personaje de Ginny (Amy Steel) de la película anterior siendo llevada a un hospital mental. Allí, Ginny se entera de que Jason Voorhees logró sobrevivir y la persiguió hasta el hospital, asesinando a todo el personal en el mismo, historia similar a la utilizada en la película Halloween 2 estrenada en 1981 y dirigida por Rick Rosenthal. Dichos planes se trucaron cuando Steel se negó a participar en la película, lo que llevó a los productores a replantear el guion por completo. El guionista Ron Kurz, quien había escrito la historia de la segunda parte, también se negó a participar en el proyecto. Martin Kitrosser y Carol Watson fueron contratados para escribir el guion, completando el primer borrador. Paramount contrató a Petru Popescu para hacer algunas modificaciones en el guion, aunque su contribución no fue acreditada.
En esta tercera parte se realizaron algunos cambios significativos en la apariencia de Jason. Tras usar un saco de arpillera en la película anterior, el asesino cubrió su rostro en esta oportunidad con una máscara de hockey que robó a una de sus víctimas. Esta máscara se convertiría en el accesorio más reconocido de Jason a lo largo de la saga.

### Casting
El guionista Petru Popescu afirmó que para seleccionar el reparto de la cinta se basaron más en el aspecto físico que en el talento, recordando que su visión de los personajes en gran medida tenía relación con el elenco elegido por el director Steve Miner. Dana Kimmell fue elegida para interpretar el papel protagónico de Chris Higgins tras ser vista por Miner en la película de terror Sweet Sixteen. A Tracie Savage, que anteriormente había trabajado como actriz infantil, se le ofreció el papel de Debbie a través de su agente. Larry Zerner fue descubierto por los directores de casting de forma casual y se le ofreció el papel de Shelly. Para el rol de Jason Voorhees, Miner escogió al británico Richard Brooker.

### Filmación
Friday the 13th Part III fue filmada en un rancho de Saugus, California. La casa, el granero y el lago fueron personalizados para la filmación. La casa permaneció en el rancho hasta que se incendió en 2012. La fotografía adicional para las escenas de la tienda tuvo lugar en un pequeño mercado en Green Valley, California. Dada la novedad de los lentes 3-D, el proceso de filmación fue largo, a veces tomando horas para configurar una toma y el elenco realizando múltiples tomas de escenas para que el director de fotografía capturara correctamente los efectos tridimensionales.
La decisión de darle a Jason Voorhees una máscara de hockey para cubrir su rostro ocurrió durante la filmación. El supervisor de efectos en 3-D de la película, Martin Sadoff, era un fanático del hockey y le obsequió una máscara de portero del equipo Detroit Red Wings a Steve Miner. A Miner le encantó la máscara, pero durante las primeras etapas de filmación descubrió que era demasiado pequeña. Usando una técnica llamada VacuForm, el director de efectos especiales Doug White amplió la máscara y creó un nuevo molde. Tras finalizar los moldes, el director artístico Terry Ballard añadió nuevos triángulos rojos en la máscara para darle una apariencia única. También fueron hechos algunos agujeros en la máscara y se realizaron otras alteraciones para diferenciarla de la plantilla original de Madoff. Hubo dos máscaras protésicas creadas para que Richard Brooker las usara debajo de la máscara de hockey. Una máscara estaba compuesta por aproximadamente 11 aparatos diferentes, tomando aproximadamente seis horas de aplicación en el rostro de Brooker. Esta máscara se usó para escenas donde Jason se quitó la máscara de hockey, exhibiendo su deforme rostro. En las escenas donde la máscara de hockey está sobre la cara, se creó una máscara simple. Esta máscara de una sola pieza simplemente se deslizaría sobre la cabeza de Brooker, exponiendo su rostro pero no el resto de su cabeza. La apariencia de Jason sin máscara también tuvo cambios significativos con respecto a la exhibida en Friday the 13th Part II, donde se mostró a Voorhees de cabello largo y con barba. En esta oportunidad fueron removidos el cabello y la barba de Jason.

### Música
La banda Sonora de la película fue compuesta por Harry Manfredini, creador de la música de las dos primeras entregas y varias de las secuelas siguientes. Para esta tercera parte, Manfredini utilizaría elementos de la Música Disco, particularmente en el tema principal del comienzo, el cual se transformaría en uno de los más reconocibles de toda la saga.

## Recepción
Friday the 13th Part III recibió críticas negativas por parte de la prensa especializada tras su estreno. El sitio Rotten Tomatoes reporta que apenas un 12% de las 25 críticas registradas le dan a la película una calificación positiva; con un índice de audiencia promedio de 3.6 sobre 10.
Escribiendo para Los Angeles Times, Linda Gross afirmó: "Irónicamente, Friday the 13th Part III es tan mala que Friday the 13th Part 1 y Friday the 13th Part 2 no parecen tan mediocres". Janet Maslin de The New York Times afirmó que "sería un poco mejor que Part I o Part II incluso sin la filmación en 3-D". Continuando con la comparación, Maslin comentó que esta versión es "un poco más hábil para provocar a la audiencia". Richard Schickel de la revista Time escribió: "Tal vez todas las secuelas deberían filmarse en 3-D... Es tan horrible que el horror se convierte en humor y diversión cuando el espectador se entera que ha sido estafado por Steve Miner. La forma en la que el globo ocular de una de las víctimas de Jason sale de su cabeza y parece navegar sobre el público es lo único que vale la pena de comprar un boleto y ponerse unas ridículas gafas." En una retrospectiva, Scott Meslow de The Week se refirió a la cinta como "más pesada y tonta que cualquiera de sus predecesoras". La película ha sido catalogada por los críticos como una de las más violentas de la serie, con un total de catorce asesinatos cometidos por Jason Voorhees.
Aun así, a pesar de las negativas críticas, la cinta recaudó más de 36 millones de dólares en la taquilla de los Estados Unidos con un presupuesto de un poco más de dos millones. La película fue la primera en retirar a E.T., el extraterrestre del número uno de taquilla y se convirtió en la segunda película de terror con mayor recaudación en 1982, detrás de Poltergeist. Registra la tercera asistencia más importante de cualquier película en la serie de Viernes 13, con aproximadamente 11.762.400 boletos vendidos durante su estreno. El aspecto de Jason en esta película, que varía mucho con respecto a su predecesor, se ha convertido desde entonces en el aspecto estándar del personaje.